# Mirko Vaněček
Mirko Vaněček (7. září 1928 České Budějovice – 30. září 2022 Praha) byl český ložiskový geolog, člen korespondent Československé akademie věd, vysokoškolský pedagog a autor, spoluautor nebo editor řady učebnic ložiskové geologie.

## Rodina
Otec Mirko Vaněčka, Dr. Bohumil Vaněček, byl stavební inženýr, specialista na silnice a soukromý docent stavby silnic na ČVUT. Od 9. května 1941 až do konce 2. světové války byl Dr. Bohumil Vaněček vězněn nacisty za odbojovou činnost. Děd Mirko Vaněčka byl profesorem matematiky na pražské Vysoké škole technické (předchůdce ČVUT). Prastrýc z matčiny strany, ing. František Babánek, působil jako geolog vídeňského C.k. Říšského geologického ústavu (kaiserlich-königliche geologische Reichsanstalt) na Slovensku a jako báňský rada v Příbrami a v Jáchymově. V roce 1955 uzavřel manželství s Galinou Vaněčkovou (*1930), překladatelkou Úvah o pokroku, mírovém soužití a intelektuální svobodě Adreje Sacharova do češtiny, specialistkou na ruskou básnířku Marinu Cvetajevovou a spoluzakladatelkou Společnosti Mariny Cvetajevové.

## Život a studia
Mirko Vaněček začal studovat v roce 1947 na Přírodovědecké fakultě Univerzity Karlovy učitelskou kombinaci přírodopis-chemie (oborové studium jednotlivých přírodních věd nebylo tehdy ještě otevřeno). V roce 1948 se chystal přejít na nově otevřené studium geologie. Nakonec vystudoval báňské inženýrství, absolvoval v roce 1953 na Gornom institutu ve Sverdlovsku (nyní Jekatěrinburg). Během studia měl možnost se seznámit se světově významnými ložisky nerostných surovin, zejména s těmi, ležícími v pohoří Ural. Jeho školitelem v pokračování studia (nazývaném aspirantura, obdoba nynějšího PhD. studia) byl slavný ruský ložiskový geolog Vladimir Michajlovič Krejtěr.

## Kariérní dráha a funkce
Mirko Vaněček byl držitelem titulů prof., Ing. a DrSc. Univerzitním profesorem ložiskové geologie byl jmenován v roce 1977.
Na Přírodovědecké univerzitě Univerzity Karlovy (PřF UK) vyučoval průzkum ložisek nerostných surovin, výpočet zásob, ekonomiku nerostných surovin a organizaci průzkumných prací. Zavedl výuku izotopové ložiskové geologie. Spolu s prof. Zdeňkem Mísařem inicioval vznik studijního oboru geologie-jazyky. V roce 1981 založil na Přírodovědecké fakultě Univerzity Karlovy mezioborové Středisko ekonomiky nerostných surovin, což bylo jedno z přibližně 60 obdobných pracovišť na celém světě; ve východním bloku bylo toto jediné. V roce 1986 se stal vedoucím katedry ložisek nerostných surovin na téže fakultě.
V letech 1969–1971 byl jako specialista na rudní ložiska na expedici v Iráku, v roce 2006 v Austrálii, od roku 2007 čtyři roky v Ázerbájdžánu.
Byl místopředsedou Komise pro klasifikaci zásob při Úřadu předsednictva vlády a sekretářem mezinárodní organizace International Association on the Genesis of Ore Deposits (IAGOD) – Mezinárodní asociace pro genezi rudních ložisek – v letech 1969–1976 a znovu v letech 1984–1988. IAGOD by l založen v Praze v 60. letech 20. století a stal se platformou pro obnovení spolupráce mezi významnými ložiskověgeologickými vědci Západu a Východu. V roce 1984 byl jmenován členem-korespondentem Československé akademie věd. Předsedou České asociace ložiskových geologů byl v letech 2009–2017.

## Významná ocenění
Mirko Vaněček byl v roce 1983 a v roce 1988 vyznamenán Čestnou oborovou medailí Františka Pošepného za zásluhy v geologických vědách. Tato medaile byla zřízena v roce 1967 Československou akademií věd jako čestná plaketa k ocenění vynikajících výsledků vědecké práce v oblasti geologie.
V roce 2021 se Mirko Vaněček stal laureátem Medal of Merit European Federation of Geologists, významného evropského vyznamenání za přínos oboru, které každoročně uděluje Evropská federace geologů (EFG, European Federation of Geologists). Vyznamenání za přínos oboru obdržel jako uznání za své vynikající služby profesionální geologii v Evropě trvající více než 60 let, za iniciativní reprezentaci role ložiskové geologie v mezinárodních souvislostech a za mimořádný přínos k dobré pověsti evropských geovědců.

## Výběr z díla
- Pluskal, O. – Vaněček, M. (1975): Geologie rudních ložisek. – PřF UK. Praha.
- Pluskal, O. – Vaněček, M. (1982): Výpočet zásob nerostných surovin. – Univerzita Karlova. Praha.
- Pluskal O., Vaněček M. (1980): Výpočet zásob nerostných surovin. 203 str., SPN Praha.,
- Šafář Jiří, Vaněček Mirko (1982): Suroviny a hospodářský rozvoj. Nakl. Svoboda, 267 str.
- Vaněček Mirko, Doškář Zdeněk (1983): Ekonomické aspekty využívání nerostných surovin obsahujících stopové prvky. Ekon. stud. 106, Výzkumný ústav plánování a řízení národního hospodářství Státní plánovací komise, 128 s, Praha.
- Vaněček Mirko et al. (1985): The use of isotopic composition of ore lead in metallogenic analysis of the Bohemian Massif. – Rozpravy ČSAV. Academia. Praha 114 s.
- Vaněček Mirko et al. (1989): Nerostná surovinová problematika dalšího rozvoje národního hospodářství. – Ústřední ústav národohospodářského výzkumu. Praha. 64 s.
- Vaněčková Galina, Vaněček Mirko (1990): Ruské cvičební texty z geologických oborů. – Filozofická fakulta Univerzity Karlovy. Praha, 132 s. ISBN 8070662883
- Vaněček Mirko ed. (1994): Mineral deposits of the world: ores, industial minerals and rocks. – Academia. Praha. 519 s.
- Vaněček, Mirko ed. (1995): Nerostné suroviny světa. Rudy a nerudy. 543 str., Academia. Praha. ISBN 8020002901
- Vaněček, Mirko (2018): Úvod do ekonomiky nerostných surovin pro ložiskové geology. Vyd. ČALG, 89 s. ISBN 9788027052431

## Krásná literatura
- Vaněčková Galina, Vaněček Mirko (1997): Marina Cvetajeva v Čechii: putevoditel po mestach prebyvanija v 1922–1925 godach. – Vyd. Vaněček. Nestr.
- Vaněčková Galina, Kuročkin Andrej, Kuročkinová Inna, Vaněček Mirko (2013): Praha Mariny Cvětajevové: průvodce po místech pobytu M. Cvětajevové v Praze a blízkém okolí 1922–1925. Česko-ruské vydání. 133 s. Praha. Společnost Mariny Cvětajevové. ISBN 9788090568105